# Tobias Sammet
Tobias Sammet est le leader et auteur-compositeur du groupe de power metal allemand Edguy. Il est né le 21 novembre 1977 à Fulda en Allemagne.
Il fait partie des frontmen les plus appréciés du moment dans le metal. Il est aussi connu pour son projet de metal opéra Avantasia. Ce projet inclut des grands musiciens tels Kai Hansen, Michael Kiske, Andre Matos, Timo Tolkki, Sascha Paeth et Amanda Somerville auxquels se joignent ponctuellement de grands noms du hard rock et du heavy metal, et notamment Alice Cooper, Jon Oliva, Klaus Meine, Rudolf Schenker, Tim "Ripper" Owens, Bob Catley, Eric Martin, Eric Singer, Jørn Lande, Oliver Hartmann, Ronnie Atkins (de) et Roy Khan et tout dernièrement Geoff Tate. Tobias est aussi reconnu pour son charisme et sa présence sur scène.

## Biographie
A dix ans, il est devenu ami avec Jens Ludwig (guitariste actuel d'Edguy), époque à laquelle ils ont commencé à écouter du heavy metal. A quatorze ans, Tobias décida de monter un groupe avec Jens à la guitare et Dominik Storch à la batterie, Tobias se charge des voix, de la basse et du clavier : Edguy est né. Le groupe sortira son premier album "Savage Poetry" trois ans plus tard.

## Discographie

### avecEdguy

#### CD
- Space Police - Defenders of the Crown (2014)
- Age Of The Joker (2011)
- Fucking With Fire - Live In Sao Paulo (2009)
- Tinnitus Sanctus (2008)
- Rocket Ride (2006)
- Hellfire Club (2004)
- Hall of Flames (2004)
- Burning Down The Opera (Live!) (2003)
- Mandrake (2001)
- The Savage Poetry (2000)
- Theater of Salvation (1999)
- Vain Glory Opera (1998)
- Kingdom of Madness (1997)
- Savage Poetry (1995)

#### Singles et EP
- Evil Minded (1994)
- Children of Steel (1994)
- Painting on a Wall (2001)
- King of fools (EP) (2004)
- Lavatory Love Machine (2004)
- Superheroes (EP) (2005)

### avecAvantasia

#### CD
- Here Be Dragons (2025)
- A Paranormal Evening with the Moonflower Society (2022)
- Moonglow (2019)
- Ghostlights (2016)
- The Mystery Of Time (2013)
- Angel Of Babylon (2010)
- The Wicked Symphony (2010)
- The Scarecrow (2008)
- The Metal Opera Part II (2002)
- The Metal Opera (2001)

#### single
- Avantasia (2000, remixé en 2007)

#### EP
- Lost in Space Part II (2007)
- Lost in Space Part I (2007)

### Autres apparitions et autre travail
- Squealer - The Prophecy - 1999
- Rhapsody of Fire - Rain of a Thousand Flames - 2001
- Freedom Call - Eternity - 2002
- Shaman - Pride - 2002
- Dionysus - Sign of Truth - 2002
- Aina - Days of Rising Doom - 2003
- Shaman - Ritualive - 2003
- Supremacy - Angel - 2003
- Final Chapter - The Wizard Queen - 2004
- Rob Rock - Holy Hell - 2005
- Dezperadoz - The Legend and the Truth - 2006
- Redkey - Rage of Fire - 2006
- Nuclear Blast Allstars - Into the Light - 2007
- Ayreon - Ayreon vs. Avantasia - 2008
- Revolution Renaissance - New Era - 2008
- Bruce Kulick - BK3 - 2010
- H.E.A.T - Freedom Rock - 2010
- Revolution Renaissance - EP - 2010
- Various artists - Help! for Japan - 2012
- Pushking Community - One Shot Deal - 2015
- Ayreon - The Source - 2017
- Magnum - Lost on the Road to Eternity - 2018
- Hartmann - 15 Pearls and Gems - 2020